# Hans-Ulrich Dillmann
Hans-Ulrich Dillmann (* 1951 in Niederelbert, Westerwald) ist ein deutscher Journalist und Buchautor.

## Leben
Dillmann gehört zur Gründergeneration der Berliner tageszeitung (taz). Er berichtet für sie aus der Karibik und für die Jüdischen Allgemeine aus Lateinamerika. Zudem ist er als freier Autor für österreichische und Schweizer Tages- und Wochenzeitungen sowie verschiedene Rundfunk und Fernsehanstalten tätig. Darüber hinaus verfasst er Bücher und Beiträge über touristische Themen mit den Schwerpunkten auf die Karibik und Zentralamerika. Er lebt als freier Autor im Sauerland und in der Dominikanischen Republik.

## Veröffentlichungen
- Jüdisches Leben nach 1945. Rotbuch Verlag, Hamburg 2001, ISBN 3-434-53515-2.
- (Hrsg.): Jüdisches Museum Berlin. Spezial der Allgemeinen Jüdischen Wochenzeitung; Bd.1., Jüdische Presse, Berlin, 2001.
- mit Susanne Heim: Fluchtpunkt Karibik. Jüdische Emigranten in der Dominikanischen Republik. Ch. Links Verlag, Berlin 2009, ISBN 978-3-86153-551-5.
- mit Rainer Hackenberg: Dominikanische Republik – Zeit für das Beste. Bruckmann Verlag, ISBN 978-3-7654-8214-4.
- mit Elisabeth Rohata, Rainer Hackenberg (Ill.): Köln – Zeit für das Beste. Bruckmann Verlag, München 2014, ISBN 978-3-7654-8205-2.
- Reiseführer MARCO POLO Jamaika. MAIRDUMONT, Ostfildern 217. ISBN 978-3-8297-2785-3.
- Reiseführer Dominikanische Republik: MERIAN live! Travel-House-Media, München 2015, ISBN 978-3-8342-2013-4.
- Schicksale der Jüdinnen und Juden aus Lüdenscheid. Geschichts- und Heimatverein Lüdenscheid, Lüdenscheid 2021, ISBN 978-3-98133254-4.
- Der Reidemeister. Beiträge zur Lüdenscheider Geschichte. Nr. 215, 14. August 2018, Geschichts- und Heimatverein Lüdenscheid e. V. (2 Artikel über Unterdrückung und Auswanderung in der NS-Zeit)
- Der Reidemeister. Beiträge zur Lüdenscheider Geschichte. Nr. 224, September 2023, Geschichts- und Heimatverein Lüdenscheid e. V. (7 Artikel über Schicksale in der NS-Zeit)